# Agencia Nacional de Investigación e Innovación (Uruguay)
La Agencia Nacional de Investigación e Innovación (ANII) es una entidad gubernamental de Uruguay que promueve la investigación y la aplicación de nuevos conocimientos, poniendo a disposición del público fondos para proyectos de investigación, becas de posgrados nacionales e internacionales y programas de incentivo a la cultura innovadora y del emprendedurismo, tanto en el sector privado como público.

## Creación
La Agencia Nacional de Investigación e Innovación fue creada en 2006 en carácter de personería pública no estatal, cuya creación y funcionamiento se regula a través de distintos recursos y decretos de índole legal.

## Principales instrumentos de apoyo

### Investigación
- Sistema Nacional de Investigadores (SNI)
- Plataformas digitales que promueven acceso a contenido científico e indicadores sobre ciencia, tecnología e innovación: Portal Timbó,[4] SILO,[5] CVUY,[6] PRISMA.[7]
- Financiamiento a proyectos investigación básica y aplicada

### Formación
Becas para realizar posgrados nacionales y en el exterior.

### Innovación
- Convocatorias de apoyo a la innovación empresarial.
- Crédito fiscal para realizar investigación y desarrollo en empresas.

### Emprendedurismo
- Apoyo en la validación de ideas de negocio.
- Financiamiento a emprendimientos innovadores de impacto social, económico o ambiental.
- Apoyo a al ecosistema emprendedor.

## Directorio
El directorio actual de ANII se comprende por los siguientes integrantes:
| Nombre        | Cargo          |
| ------------- | -------------- |
| Flavio Caiafa | Presidente     |
| Álvaro Pardo  | Vicepresidente |
| Andrea Roth   | Directora      |
| Hugo Donner   | Director       |

Otros directores de ANII incluyen a:
| Nombre              | Cargo    | Año  |
| ------------------- | -------- | ---- |
| Miguel Brechner     | Director | 2007 |
| Fernando Brum       | Director | 2007 |
| Amilcar Davyt       | Director | 2007 |
| Fernando Lorenzo    | Director | 2007 |
| Gonzalo Perera      | Director | 2007 |
| Edgardo Rubianes    | Director | 2007 |
| Rodolfo Silveira    | Director | 2007 |
| Rafael Canetti      | Director | 2008 |
| Adriana Rodríguez   | Director | 2009 |
| Rodolfo Gambini     | Director | 2009 |
| Carlos Paolino      | Director | 2010 |
| Norberto Cibils     | Director | 2010 |
| Ismael Piedra Cueva | Director | 2013 |
| Santiago Dogliotti  | Director | 2013 |
| Omar Macadar        | Director | 2013 |
| Sebastián Torres    | Director | 2013 |
| Alejandro Zavala    | Director | 2013 |
| Jorge Polgar        | Director | 2013 |
| Lucía Pittaluga     | Director | 2014 |
| Gabriel Aintablián  | Director | 2015 |
| Jorge Moleri        | Director | 2015 |
| Guillermo Moncecchi | Director | 2015 |
| Luis Bértola        | Director | 2017 |
| Hugo Donner         | Director | 2017 |
| Verónica Amarante   | Director | 2019 |
| Pablo Caputi        | Director | 2020 |